# Fußball-Europameisterschaft 1964/Dänemark
Dieser Artikel behandelt die dänische Fußballnationalmannschaft bei der Fußball-Europameisterschaft 1964.

## Qualifikation
In der Vorrunde besiegte Dänemark Malta mit 6:1 und 3:1. Im Achtelfinale traf man auf Albanien. Im Hinspiel siegte man mit 4:0 und das Rückspiel verlor man mit 0:1. Im Viertelfinale traf man auf Luxemburg. Die Hin- und Rückspiele endeten beide Unentschieden 3:3 und 2:2. Aufgrund des Standes von 5:5 wurde ein drittes, entscheidendes Spiel in Amsterdam ausgetragen, das Dänemark mit 1:0 gewann.

## Dänisches Aufgebot
| Spieler            | Geburtsdatum       | Position       | Verein                  |
| ------------------ | ------------------ | -------------- | ----------------------- |
| Leif Nielsen       | 28. Mai 1942       | Torwart        | BK Frem København       |
| Svend Aage Rask    | 14. Juli 1935      | Torwart        | Boldklubben 1909        |
| John Amdisen       | 8. Juli 1934       | Abwehr         | Aarhus GF               |
| Bent Hansen        | 13. September 1933 | Abwehr         | B 1903                  |
| Jens Jørgen Hansen | 4. Januar 1939     | Abwehr         | Esbjerg fB              |
| Kaj Hansen         | 16. August 1940    | Abwehr         | BK Frem København       |
| Birger Larsen      | 27. März 1942      | Abwehr         | BK Frem København       |
| Bent Wolmar        | 8. August 1937     | Abwehr         | Aarhus GF               |
| Carl Bertelsen     | 15. November 1937  | Mittelfeld     | Esbjerg fB              |
| Leif Hartwing      | 9. November 1942   | Mittelfeld     | Boldklubben 1909        |
| Helge Jørgensen    | 17. September 1937 | Mittelfeld     | Odense KFUM             |
| Erling Nielsen     | 2. Januar 1935     | Mittelfeld     | Boldklubben 1909        |
| Ole Sørensen       | 25. November 1937  | Mittelfeld     | Kjøbenhavns Boldklub    |
| Ole Madsen         | 21. Dezember 1934  | Angriff        | HIK PRO Fodbold         |
| John Danielsen     | 13. Juli 1939      | Angriff        | Boldklubben 1909        |
| Kjeld Thorst       | 13. Mai 1940       | Angriff        | Aalborg BK              |
| Jørgen Rasmussen   | 19. Februar 1937   | Angriff        | Odense Boldklubben 1913 |
| Tom Søndergaard    | 2. Januar 1944     | Angriff        | B.93 Kopenhagen         |
| Trainer            | Poul Petersen      | 11. April 1921 |                         |

## Dänemarks Spiele

### Halbfinale
|                                       |   |             |           |
| 17. Juni 1964 in Barcelona (Camp Nou) |   |             |           |
| Dänemark                              | – | Sowjetunion | 0:3 (0:2) |

### Spiel um Platz 3
|                                       |   |          |                      |
| 20. Juni 1964 in Barcelona (Camp Nou) |   |          |                      |
| Ungarn                                | – | Dänemark | 3:1 n. V. (1:1, 1:0) |